# Petri Forsman
Petri Forsman, född den 13 december 1968, är en finländsk orienterare som blev nordisk mästare i stafett 1993 samt tog VM-brons i stafett 1993.